# 科納鎮區 (內布拉斯加州卡斯特縣)
科納鎮區（英語：Corner Township）是位於美國內布拉斯加州卡斯特縣的一個行政鎮區。

## 地方資料
科納鎮區的面積為92.31平方千米，皆為陸地。根據2020年美國人口普查的數據，當地共有人口23人，而人口密度為每平方千米0.25人。